# Днепрошина
«Днепрошина» («Дніпрошина», бывш. «Днепропетровский шинный завод») — завод по производству шин и резино-технических изделий, расположенный в г. Днепр.

## История

### 1956—1991
В 1956 году началось строительство Днепропетровского шинного завода.
В 1961 году была введена в строй первая очередь завода, в 1962 — введён в эксплуатацию цех по производству массивных шин.
В 1963 были построены и введены в эксплуатацию мощности по восстановительному ремонту шин. В 1968 — запущена линия по производству мотошин.
В 1969 — введена в строй первая очередь производства крупногабаритных шин.
В апреле 1979 Днепропетровский шинный завод был преобразован в производственное объединение «Днепрошина»
В 1980 году состоялся ввод линии по производству радиальных крупногабаритных шин для трактора К-701 «Кировец».
7 апреля 1981 года Днепропетровское производственное объединение «Днепрошина» имени XXV съезда КПСС было награждено орденом Октябрьской революции.
В 1982 состоялся запуск линии по производству радиальных шин с металлокордным брекером 320—508Р. В 1985 началось изготовление покрышек с цельным металлокордом для скоростных междугородных автобусов и грузовых автомобилей. В 1986 — начат выпуск шин 30,5R32 для комбайна «Дон-1500» и широкопрофильных покрышек 71х47.00-25 для разбрасывателя удобрений.
В 1990 производственное объединение «Днепрошина» было преобразовано в арендное предприятие «Днепрошина».

### После 1991
26 января 1994 года Кабинет министров Украины разрешил выплату дивидендов членам организации арендаторов предприятия для проведения приватизации имущества предприятия, а 15 февраля 1994 года — разрешил приватизацию имущества предприятия. В результате, в 1994 году арендное предприятие «Днепрошина» было акционировано и преобразовано в ОАО «Днепрошина».
В 1995 — освоен выпуск 27 типоразмеров легковых радиальных шин.
В августе 1997 года завод был включён в перечень предприятий, имеющих стратегическое значение для экономики и безопасности Украины. Кроме того, в 1997 году завод начал выпуск узкопрофильных радиальных шин для импортной сельхозтехники и высокоэластичных массивных шин для специальной техники.
В 2000 — начат выпуск крупногабаритных радиальных сельскохозяйственных шин. Создано дочернее предприятие «Торговый дом „Днепрошина“».
2005 год ОАО «Днепрошина» закончило с прибылью 7,893 млн гривен (увеличив доходы на 16,29 % в сравнении с 2004 годом). Также, осенью 2005 года было освоено производство новой продукции: резиновых крышек для канализационных люков из производственных отходов.
2006 год ОАО «Днепрошина» закончило с прибылью 209 тыс. гривен (чистый доход уменьшился на 2,56 % по сравнению с 2005-м).
В 2007 году по объёмам производства завод являлся вторым после ЗАО «Росава» производителем шин на Украине и удерживал 7 % рынка. В декабре 2007 года руководство компании ОАО «Днепрошина» выпустило облигации на сумму 25 млн гривен с целью привлечь инвестиции, осуществить рефинансирование задолженности и закупить оборудование, необходимое для обновления производственных фондов, однако начавшийся в 2008 году экономический кризис и вступление Украины в ВТО в мае 2008 года осложнили положение завода. К началу ноября 2008 года производство продукции на заводе практически прекратилось, а большую часть рабочих отправили в неоплачиваемый отпуск на неопределённый срок.
В 2008 году ОАО «Днепрошина» получило чистый убыток в размере 124,701 млн гривен (в то время как в 2007 году чистая прибыль предприятия составила 10,181 млн гривен).
С декабря 2008 по конца января 2009 года производство на предприятии было остановлено.
Весной 2009 года завод освоил производство новой грузовой шины 215/75 R 17,5 TOT CARGO Т-17. Сообщается, что модель шины была разработана ООО «НИИ шинной промышленности» (Москва) и ООО «ЭЛКО» (Днепропетровск) при участии научно-технического центра ОАО «Днепрошина».
За январь — май 2010 года завод сократил объёмы выпуска товарной продукции на 26,7 %. В мае 2010 года завод полностью остановил производство, а в начале июня 2010 — был отключён от газоснабжения (в связи с наличием задолженности по оплате в размере 27,44 млн гривен). Простой завода продолжался до 9 июля 2010 года и стал самым длительным простоем за весь период существования предприятия. В конце июля 2010 года пресс-служба ОАО «Днепрошина» сообщила, что заводом завершены испытания и освоено производство нескольких новых типоразмеров шин для аграрной техники и легковых автомобилей.
1 января 2011 года завод был вновь остановлен, но с 26 декабря 2011 года — возобновил производственный процесс. В результате простоя, в 2011 году доходы компании уменьшились на 88,58 % (на 384,489 млн гривен), а чистые убытки — увеличились в 2,9 раза (на 180,887 млн гривен).
В ноябре 2012 года хозяйственный суд Днепропетровской области признал предприятие банкротом, установленный срок ликвидации ОАО был определён до 6 ноября 2013 года. В декабре 2012 года ОАО «Днепрошина» прекратило существование
В декабре 2016г права на ТМ Днепрошина (Dneproshina) выкуплены компанией ООО «Интершина УА». В настоящий момент шины под данной торговой маркой производятся по off-take проектам на ОАО «Белшина» и ОАО «Росава»

## Награды
- 2007 — «Международная Золотая награда за Качество и Бизнес Престиж». Женева, Швейцария.
- 2006 — Диплом Украинского Фонда научно-экономического и юридического сотрудничества за весомый вклад в развитие экономики Украины.
- 2005 — Награда победителя Всеукраинского конкурса качества продукции «100 кращих товарів України».
- 2005 — Сертификат «Визнання досконалості в Україні» 10-го национального конкурса качества. Киев, Украина.
- 2005 — Платиновая награда за технологию, качество и лучшую торговую марку. Париж, Франция.
- 2004 — Награда победителя Всеукраинского конкурса качества продукции «100 кращих товарів України».
- 2004 — Золотой Приз «За технологию и качество». Женева, Швейцария.
- 2003 — Международная награда «Европейское качество». Международная Корпорация Социального партнёрства «Европейская Деловая Ассамблея», Оксфорд, Англия.
- 2003 — Почётная награда «Золотая Медаль Наполеона SPI». Ассоциация содействия промышленности Франции, Париж,Франция.
- 2004 — Приз Городского Совета г. Днепропетровска «Лучший работодатель 2002 года». Днепропетровск, Украина.
- 2002 — Приз «За производство высококачественных шин универсального назначения и резино-технических изделий». Всеукраинский конкурс качества.
- 2002 — «Золотая медаль SPI», — за эффективную работу предприятия, его авторитет на внутреннем и внешнем рынке, качество товаров и услуг, Париж, Франция.
- 2002 — «Высшая проба за высокое качество и конкурентоспособность выпускаемой продукции — шин и изделий шинного профиля», Украина.
- 2002 — Сертификат, свидетельствующий о том, что ОАО «Днепрошина» вошла в рейтинг «ТОП-100. Лучшие компании Украины» по итогам 2002 года.
- 2002 — Международная Золотая Награда «За качество и престиж». Otherways Intl Research Consultants, Бейрут, Ливан.
- 2002 — Международный приз Европы «За качество» Издательство «Офис» Клуб Лидеров Торговли, Париж, Франция.
- 2001 — Международная награда «Золотой слиток» — как наиболее устойчиво работающее предприятие. Высший Женевский Институт Бизнеса и Менеджмента, Париж, Франция.
- 2000 — Награда Тысячелетия «За успехи в производственной, коммерческой деятельности, научных поисках», Евромаркет Форум-2000, Исследовательский Центр Евромаркет, Брюссель, Бельгия.
- 2000 — Золотой приз за лучшую торговую марку — приз нового тысячелетия, Клуб Торговых Лидеров и Издательский Офис, Мадрид, Испания.
- 1999 — «Международная награда 99», Евромаркет Форум 99. Исследовательский Центр Евромаркет, Брюссель, Бельгия.
- 1999 — «Золотая Звезда за качество». Международная Конвенция по Качеству, Женева, Швейцария.
- 1996 — «Международная награда за лучшую торговую фирму», Клуб Торговых Лидеров и Издательский Офис, Мадрид, Испания.
- 1996 — «Золотой Глобус» за исключительный вклад в развитие экономики своей страны и интеграции в мировую экономику и за качественную и конкурентоспособную продукцию. Фонд Развития Востока, Уилмингтон, США.
- 1995 — Награда «Факел Бирмингама», за успешное экономическое выживание и развитие в условиях социально-экономического кризиса. Программа «Послы Американского народа», Институт Международных Финансов и Экономического партнёрства, Международная Академия Лидеров Бизнеса и Администрации. Бирмингам, США; Москва, Россия.
- 1995 — Международная награда за технологию и качество. Клуб Торговых Лидеров и Издательский Офис, Рим, Италия.
- 1995 — Международная награда «Алмазная Звезда за качество». Национальный Институт маркетинга, Мехико, Мексика.
- 1994 — «Международная награда за лучшую торговую фирму». Клуб Торговых Лидеров и Издательский Офис, Мадрид, Испания.